# Joazaf (Horłenko)
Joazaf, imię świeckie: Joakim Andrejewicz Horłenko (ur. 28 sierpnia?/8 września 1705 w Pryłukach, zm. 29 listopada?/10 grudnia 1754 w Biełgorodzie) – biskup Rosyjskiego Kościoła Prawosławnego.

## Życiorys
Pochodził z regionu Połtawy. W wieku siedmiu lat ojciec oddał go na naukę do Kijowskiej Akademii Duchownej, gdzie w ciągu siedmioletniej nauki młodzieniec postanowił zostać mnichem. Jego rodzice sprzeciwili się tym zamiarom, jednak w 1725 Joakim złożył bez ich wiedzy w Monasterze Międzygórskim śluby mnisze w riasofor, przyjmując imię Hilarion. Dwa lata później złożył śluby wieczyste z imieniem Joazaf. Po roku arcybiskup Warłaam (Wonatowicz) udzielił mu święceń diakońskich. Był również wykładowcą akademii kijowskiej. W listopadzie 1734 został wyświęcony na hieromnicha. 
24 czerwca 1737 został wyznaczony na przełożonego Mgarskiego Monasteru Przemienienia Pańskiego w Łubniach, otrzymując równocześnie godność igumena. Jako przełożony wspólnoty starał się o jej rozwój; według tradycji kilkakrotnie doświadczał objawień św. Atanazego, patriarchy Konstantynopola, którego relikwie były przechowywane w monasterze. W 1744 ihumen Joazaf otrzymywał godność archimandryty. W tym samym roku decyzją Świątobliwego Synodu Rządzącego został przełożonym Ławry Troicko-Siergijewskiej.
2 czerwca 1748 w soborze św. św. Piotra i Pawła w Petersburgu miała miejsce jego chirotonia na biskupa biełgorodzkiego. Jako ordynariusz szczególną uwagę zwracał na kształcenie przyszłych duchownych. Biskupem biełgorodzkim pozostawał do swojej śmierci w 1754.
W 1911 został kanonizowany. Jego nieformalny kult funkcjonował jednak praktycznie od momentu śmierci biskupa.